# برت (میشیگان)
برت (به انگلیسی: Burt) یک منطقهٔ مسکونی در ایالات متحده آمریکا است که در شهرستان سگینا، میشیگان واقع شده‌است. برت ۱۱٫۸ کیلومتر مربع مساحت و ۱٬۱۲۲ نفر جمعیت دارد و ۱۹۳ متر بالاتر از سطح دریا واقع شده‌است.